# 삼종기도
삼종기도(三鐘祈禱 . 라틴어: Angelus)는 그리스도교 전승 중 대천사 가브리엘 이 성모 마리아에게 예수 그리스도의 잉태를 예고한 사건(성모영보)을 기념하여 바치는 기도이다. 이 기도는 천주교회를 비롯하여 성공회, 루터교회에서도 사용한다. 삼종은 종을 세 번 친다는 뜻으로, 이 종소리를 듣고 봉송하는 기도라고 해서 삼종기도라고 부른다.
종을 세 번씩 치는 이유는, 예수의 강생구속 도리가 세 가지로 나뉘어 있기 때문이다. 이렇게 삼종을 침으로 다른 종소리와 구별하여 삼종기도 종소리임을 알리는 편리한 점도 있다.
삼종기도는 전통적으로 성당, 수도원 등에서 아침 6시, 낮 12시, 저녁 6시 이렇게 하루에 세 번 바치도록 규정되어 있다.
삼종기도는 무릎을 꿇고 바치는 데 주일에는 기쁨을 표시하는 뜻에서 일어서서 바친다.
부활 시기(주님 부활 대축일부터 성령 강림 대축일까지)에는 레지나 챌리(하늘의 모후)를 삼종기도로 바친다. 부활 삼종기도는 기쁨을 표현하는 의미로 일어서서 바친다.

## 삼종기도의 명칭

### Angelus
주님의 기도(Pater noster)나 성모송(Ave Maria)처럼 전통적으로 기도 내용의 첫 말을 따서 기도문의 이름을 정하는데, 이 기도는 ‘Angelus Domini(주님의 천사)’로 시작하기 때문에 ‘Angelus’라 불린다.

### 삼종기도(三鐘祈禱)
이유는 하루에 세 번, 아침 6시, 정오, 저녁 6시에 종을 칠 때 바치는 기도이기 때문에, 이렇게 부르기도 한다.

### 부활 삼종기도
Regina Caeli(하늘의 모후님): ‘Angelus’는 평시에 바치는 삼종기도이며, 부활시기 동안에는 ‘Angelus’ 대신 부활 송가인 부활삼종기도를 바친다.

## 기원과 역사
- 삼종기도의 기원은 확실치 않으나 11세기 팔레스티나 성지(聖地) 회복을 위한 십자군(十字軍) 운동이 일어났을 당시, 교황 그레고리오 9세(1227-1241년 재위)가 십자군의 출정 때 이들의 승리를 위해 성당종을 세 번 치면서 기도를 바치라고 한데서 비롯되었다고 본다.
- 13세기에 저녁에 종소리가 울릴 때면 성모송을 세 번 바치는 관습이 수도자들, 주로 프란치스코회 수사들에게 있었다고 한다.
  - 프란치스코회 총장을 지낸 성 보나벤투라(St. Bonaventura, 1217-1274)는 수사들에게 저녁기도 종이 울릴 때 신자들도 세 번씩 성모송을 바치도록 권유하라고 가르치기도 했다. 보나벤투라가 이 시간대에 성모송을 바치라고 한 것은 가브리엘 천사가 마리아에게 나타나 인사를 한 시간으로 여겼기 때문이다.
  - 1251년에 이미 카르투지오 수도회(프랑스) 총회에서도 끝기도 후에 ‘살베 레지나(Salve Regina)’를 노래한 뒤, 무릎을 꿇고 ‘성모송’을 바치도록 결정하였다. 처음에는 일의 끝마침이나 소등을 알리는 타종과 ‘성모송’을 외우는 일은 관련이 없었지만, 차츰 석양이 질 무렵 끝기도 후 수도원의 타종은 ‘성모송’ 기도를 하도록 알리는 것이 되었다. 이러한 타종은 주교좌 성당, 그리고 지역 본당에까지 파급되었다.
  - 1263년 피사에 있었던 프란치스코 수도회 총회, 그리고 몬테카시노의 수도원 원장 토마스 1세(Tommaso I di Montecassino, 1285-1288)도 수도회 형제들로 하여금 신자들이 ‘성모송’으로 기도할 수 있도록 아침과 저녁에 종을 울릴 것을 결정하였다. 이는 1269년 아씨씨 총회에서 재차 선언되었다.

- 14세기 초 유럽의 많은 지역에서 삼종기도를 위해 종을 쳤다는 기록이 남아있다. 독일 지역에서도 성당의 타종이 ‘성모송’ 기도와 긴밀한 관계가 있는 것으로 묘사된 글이 발견되고 있다.
- 1318년에 요한 22세 교황(1316-1334년 재위)은 저녁 종이 울릴 때 세 번의 성모송을 외우는 신자들에게 은사를 베풀었다.
- 1327년에는 ‘성모송’이 로마에도 도입되었다. 처음에는 단순히 저녁에 성모송을 세 번 반복하는 것이었다. 15세기에는 아침에 세 번 성모송을 하도록 종을 울렸고, 16-17세기에는 세 번의 성모송을 한낮에도 바치도록 하였다. 이렇게 저녁 삼종기도가 제일 먼저 생겼고, 그 다음에 아침 삼종기도, 마지막에 낮 삼종기도가 생겼다.
- 교황 갈리스토 3세(1455-1458년 재위)는 삼종기도를 바치는 목적이 이슬람교도들에게서 그리스도교를 보호해 줄 것을 청하는 데 있다고 하였다. 따라서 삼종기도는 이슬람 기도 시각에 맞추어 바치는 그리스도교 기도라고 볼 수 있다.
- ‘성모송’을 외우기 전에 세 가지 응답으로 주고받는 성서 구절이 삽입된 완전한 형태는 1560년경의 베네치아에서 발간된 교리서에서 찾아볼 수 있다.
- 1724년 베네딕토 13세 교황(1394-1417년 재위)은 종이 울리면 무릎을 꿇고 삼종기도를 바칠 것을 권고했다. 부활 시기에는 "Regina Caeli(천상의 여왕이신 어머니)"를 대신하도록 하였다. 그로부터 이 전통은 오늘에까지 이른다.
- 20세기에 들어와서 비오 12세 교황(1939-1958년 재위)은 모든 신자들이 삼종기도를 드릴 수 있도록 성당의 종을 하루에 세 번 타종하게 하였던 갈리스토 3세 교황(1455-1458년 재위)의 회칙 Summus Pontifex (1456년)을 상기시켰다. 이 전통은 오늘날까지 이어져 교황은 로마를 찾는 순례자들을 위해 매주 수요일 바티칸 광장에서 삼종기도를 함께 바치고 교황 강복을 베풀고 있다.

## 내용과 예식

###  삼종 기도의 내용: 삼종 기도는 말씀이 사람이 되신 ‘강생의 신비’를 담고 있다.
- 대천사 가브리엘이 마리아를 방문하여 전한 말
- 성모님의 응답
- 사람이 되신 말씀의 현존을 기념

###  삼종 기도를 바치는 예식(방식)
- 위에서 언급된, 기념할 세 가지 내용을 세 번의 계응 형식(주고 받는 형식)으로 바친다.
- 그리고 각 계응 다음에 성모송을 바친다.
- 그 다음에, 마지막 부분으로서 성모님의 간구(천주의 성모님 저희를 위하여 빌어주시어…)와 하느님께 드리는 청원(기도합시다. 하느님, 천사의 아룀으로 …)을 덧붙여 기도를 마감한다.
- 종소리가 울릴 때 이 기도를 바치는데 먼저 일정한 간격을 두고 종을 세 번씩 세 번 친 다음, 나머지 기도문을 다 암송할 때까지 길게 타종한다.

###  삼종 기도문을 바칠 때의 자세
- 삼종 기도는 무릎을 꿇고, 부활삼종 기도는 서서 암송한다.
- 부활시기가 아닌 주일에 삼종기도를 바칠 경우, 부활의 기쁨을 표현하기 위해 무릎을 꿇지 않고 서서 바친다. 예수님께서 부활하신 날이 일요일, 곧 주일이기 때문이다. 따라서 부활시기의 삼종기도는 항상 부활의 기쁨을 표현하기에 늘 서서 바친다는 것이 일관성 있는 설명이 되겠다.

## 삼종기도를 바치는 목적
1974년 교황 바오로 6세는 그리스도인들이 삼종기도를 바치는 참된 목적을 다음과 같이 지적하였다.
“삼종 기도는 단순한 구성과 성서적 성격, 평화와 안녕을 비는 역사적 기원, 아침, 낮, 저녁 시간을 거룩하게 하는 준전례적 리듬 그리고 하느님 아들의 강생을 기념하면서 ‘그의 고난과 십자가로 부활의 영광에 이르도록 기도하는 파스카 신비를 회상하게 하는 특징들로 이루어져 있다.”(「마리아 공경」 41항).

## 삼종기도에서 드러나는 예수 그리스도 강생의 신비와 마리아의 공경
한국천주교중앙협의회의 「올바른 성모신심」에서 삼종기도를 성모공경을 드러내는 기도 중 하나로 분류한다. 삼종기도가 ‘강생의 신비’를 묵상하고 기념하는 기도이면서 그 안의 내용을 자세히 들여다보면 성모님의 공경을 표현하는 기도임을 바라볼 수 있다.
삼종기도의 초기 형태인 세 번의 성모송 : 성모송 자체의 내용이 예수 그리스도의 강생에 관한 성경 내용을 담고 있다(루카 1,26-45).
나중에 추가된 세 개의 계응 : 예수 그리스도의 강생에 관한 내용과 마리아의 응답을 담고 있는 성경 구절 그대로를 사용하고 있다.
- 세 번의 성모송을 읊기 전에 각각 추가된 첫 번째, ‘주님의 천사가 마리아께 아뢰니 성령으로 잉태하셨나이다’라는 부분은 루카 1,31.35에 해당하는 내용이다.
- 두 번째, ‘주님의 종이오니, 그대로 이루어지소서’는 루카 1,38의 내용이다. 마지막 세 번째는 요한 1,14의 내용이다.

삼종기도는 마리아에 대한 전구와 하느님께 드리는 청원기도로 마무리된다. 4번째 계응에서도 마리아에 대한 호칭 ‘천주의 성모님’가 포함된다.
부활 삼종기도에도 마리아의 호칭인 ‘하늘의 모후’, ‘동정 마리아님’이 포함되어 있으며 이러한 호칭은 모두 마리아에 대한 공경을 드러낸다. 또한 부활삼종기도의 전체 내용의 흐름은 주님의 부활의 기쁨을 드러낸다.
이런 점들을 모두 고려해볼 때 삼종기도는 마리아의 공경을 드러냄과 동시에 예수 그리스도의 강생을 드러낸다. 뿐만 아니라, 부활 삼종 기도는 마리아의 공경과 예수 그리스도의 부활에 대한 기쁨을 동시에 드러내고 있다.
무엇보다 중요한 것은 삼종기도가 마리아 공경 기도이면서도 궁극적으로는 그리스도의 강생의 신비를 담고 있는 신심 기도라는 것이다. 삼종 기도에서 중요한 내용은 마리아를 통하여, 그리고 마리아의 응답으로 예수 그리스도께서 육신을 취하시어 이 세상에 오셨다는 것이다.

## 기도문

### 라틴어

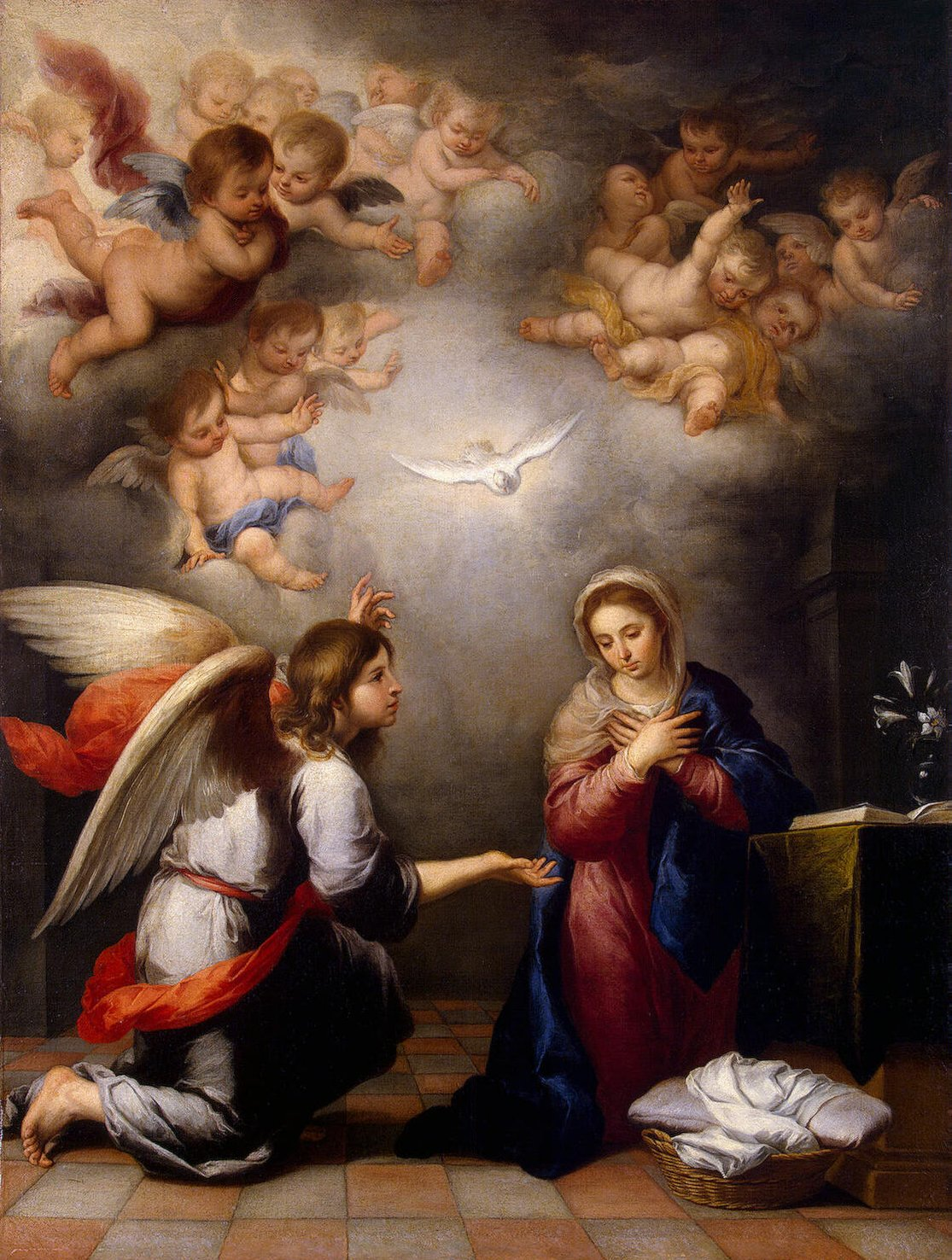
바르톨로메 에스테반 무리요가 그린 성모영보.

V. Angelus Domini nuntiavit Mariæ.

R. Et concepit de Spiritu Sancto.
Ave Maria, gratia plena, Dominus tecum. Benedicta tu in mulieribus, et benedictus fructus ventris tui, Iesus.
Sancta Maria, Mater Dei, ora pro nobis peccatoribus, nunc et in hora mortis nostræ. Amen.
V. Ecce Ancilla Domini.

R. Fiat mihi secundum Verbum tuum.
Ave Maria….
V. Et Verbum caro factum est.

R. Et habitavit in nobis.
Ave Maria….
V. Ora pro nobis, Sancta Dei Genetrix.

R. Ut digni efficiamur promissionibus Christi.
Oremus: Gratiam tuam quæsumus, Domine,
 mentibus nostris infunde; 
ut qui, angelo nuntiante,
 Christi Filii tui Incarnationem cognovimus,
 per passionem eius et crucem, 
ad resurrectionis gloriam perducamur. 
 Per eumdem Christum Dominum nostrum. Amen.

### 한국어
○ 주님의 천사가 마리아께 아뢰니
● 성령으로 잉태하셨나이다. [성모송]
○ 주님의 종이오니
● 그대로 제게 이루어지소서. [성모송]
○ 이에 말씀이 사람이 되시어
● 저희 가운데 계시나이다. [성모송]
○ 천주의 성모님, 저희를 위하여 빌어주시어
● 그리스도께서 약속하신 영원한 생명을얻게 하소서.
† 기도합시다.
하느님, 
천사의 아룀으로 성자께서 사람이 되심을 알았으니
성자의 수난과 십자가로 부활의 영광에 이르는 은총을 저희에게 내려주소서. 
우리 주 그리스도를 통하여 비나이다.
◎ 아멘.
- 성모송

은총이 가득하신 마리아님, 기뻐하소서!
주님께서 함께 계시니 여인 중에 복되시며
태중의 아들 예수님 또한 복되시나이다.
천주의 성모 마리아님,
이제와 저희 죽을 때에
저희 죄인을 위하여 빌어주소서.
아멘.
- 성호경

성부와 성자와 성령의 이름으로, 아멘.

#### 부활 삼종기도
○ 하늘의 모후님, 기뻐하소서. 알렐루야.

● 태중에 모시던 아드님께서, 알렐루야.

○ 말씀하신 대로 부활하셨나이다. 알렐루야.

● 저희를 위하여 하느님께 빌어주소서. 알렐루야.

○ 동정 마리아님, 기뻐하시며 즐거워하소서. 알렐루야.

● 주님께서 참으로 부활하셨나이다. 알렐루야.

† 기도합시다. 

하느님, 

성자 우리 주 예수 그리스도의 부활로 온 세상을 기쁘게 하셨으니 

성자의 어머니 동정 마리아의 도움으로 

영생의 즐거움을 얻게 하소서. 

우리 주 그리스도를 통하여 비나이다.

◎ 아멘.

## 참고하면 좋은 자료들

### 단행본
- 랑. 주비언 피터, 「전례 사전」, 가톨릭출판사, 2005, 300쪽.
- 조규만, 「마리아, 은총의 어머니 : 마리아 교의와 공경의 역사」, 가톨릭대학교출판부, 1998.
- 한국천주교중앙협의회, 「마리아 공경: 교황 바오로 6세의 사도적 권고」, 1986.
- 한국천주교중앙협의회, 「올바른 성모 신심」, 2006.

### 인터넷 자료
- 가톨릭 굿뉴스, 가톨릭사전 ‘삼종기도[깨진 링크(과거 내용 찾기)]’
- 가톨릭 굿뉴스, 성경, 성경묻고답하기, 삼종기도에 대한 교회의 가르침[깨진 링크(과거 내용 찾기)]
- 가톨릭 평화신문, 하루에 세번 ‘삼종기도’에 대해 알고 싶어요.

## 같이 보기
- 레지나 챌리